# Eloeophila similissima
Eloeophila similissima is een tweevleugelige uit de familie steltmuggen (Limoniidae). De soort komt voor in het Palearctisch gebied.